# 倉敷バーガー
倉敷バーガー（くらしきバーガー）とは、2006年6月のくらしき朝市三斎市でデビューした岡山県倉敷市のご当地バーガー。

## 概要
岡山県内産の食材を使ったハンバーガー。トマトは桃太郎トマト、肉は県内産の物と千屋牛の物がある。
倉敷市連島産の蓮根を酢漬けにしたものをピクルスとして使用している。
のだ初の鶏卵を用いたゆで卵をスライスしたものが使用されている。
現在、関連が深いものとして、玉島阿賀崎で店を構える「まぁさん屋」で販売されている「玉島バーガー」と「連島バーガー」がある。